# Кисибэ, Сигэо
Сигэо Киси́бэ (яп. 岸辺 成雄; 6 июня 1912 — 4 января 2005) — японский музыковед и педагог.

## Биография
Окончил Токийский университет. В 1949—1973 годах преподавал в своей альма-матер, профессор. Автор трудов по музыке Китая, Японии и других восточноазиатских стран.

## Награды
- 1961 — премия Японской академии наук
- Премия Хисао Танабэ[англ.]
- 1992 — орден Священного сокровища